# 中国共产主义青年团江苏省委员会
中国共产主义青年团江苏省委员会，简称共青团江苏省委，是中国共产主义青年团在江苏省的地方组织机构，接受中国共产党江苏省委员会和中国共产主义青年团中央委员会的领导。主要负责青年工作。